# Герман (празник)
За име православног светитеља Германа везана су народна веровања и обреди код Срба и Бугара који имају митолошки карактер. Он се у народу сматра господарем градоносних и кишних облака а тиме и да битно утиче на принос летине. Његов дан је празнован почетком лета, 12. маја по старом или 25. маја по новом календару, баш када су и падавине биле од кључног значаја за земљорадничке културе.
У околини Ниша Германа су називали 'Ђерма,' у долини Тимока, лесковачком крају, врањској околини, Пчиња - 'Берман,' у околини Пирота и западној Бугарској (ћустендилски крај) - Герман.

## Народно веровање
На место патријарха је Герман остао мање од петнаест година, а затим је указом цара смењен. Под старе дане отишао је у пустињу да тамо живи као монах. Постоји могућност да је непосредно по његовој смрти створена апокрифна прича о њему као човеку који није умро и сахрањен на уобичајени начин и зато његова душа, по веровању, може лутати на граници света живих и света мртвих. По народном веровању, управо такви покојници могу бити предводници градоносних и олујних облака. Има основа и тумачење да је словенско становништво за име Герман по асоцијацији везало појаве „грмети“ и „град“. Постоји и претпоставка да назив Герман потиче од трачког germ - „горући, врућ, топао“, пошто је празник везан за почетак лета, и да има индоевропске порекло (нпр. староиндијско ghanna - „врућина“).

## Обичаји у југоисточној и јужној Србији
Обреди везани за Германа посведочени су у источној и јужној Србији (Лужница, Пиротски крај, Темска, околина Лесковца, Пчиња), као и северној и западној Бугарској. Најзападније обред сахрањивања фигуре под називом Герман констатован је у Лепеници у селу Мали Крчмари. На празник Св. Германа у овим крајевима било је строго забрањено радити, посебно у пољу, а такође и упрезање волова у кола („да градушка не бије усеве, да поводањ не плави њиве“). Ако би се неко из села огрешио те забране, људи су му силом испрезали волове и растављали кола. Герман је присутан у још три облика обредног понашања: 1) позивање на вечеру на Бадње вече, 2) прављење и сахрањивање истоимене фигуре у случају суше или прекомерне кише и, 3) терање градоносних облака. Ови облици ритуалног понашања имају одговарајуће паралеле у неким другим словенским крајевима, или код неких балканских народа, мада се тамо име Герман не помиње. Значење и порекло празновања и ритуалних радњи везаних за Германа могу се
изводити управо узимањем у обзир тих паралела.

### Герман на вечери
На Бадње вече, када се сви укућани окупе на вечеру у источној Србији, у селима око Нишаве, домаћин је износио пред кућу кравај (малу погачу) и тиквеник (пита од тикве) и три пута је говорио: „Германе, Германе, саг те зовем на вечеру, а летос ми не требаш!“ У горњој Пчињи домаћин је испред куће износио погачу с упаљеном свећом и узвикивао: „Облаче, облаче, Германе (па онда помене и друге свеце), дођите вечерас да вечерамо па да се преко целе године не видимо!“ У Врањском Поморављу домаћин је пре вечере износио „тањур“ са јелима пред вратима и узмахујући с њиме, заједно с укућанима узвикивао: „Ормане, Германе, дођи да вечерамо, а догодине више да се не видимо.“ У пиротском крају домаћин или најстарији мушкарац, износио је преко прага или у двориште (на дрвљаник) круг, ређе тепсију, или наопако окренуту шаралију (трпезу), с јелима (обавезно питу од киселог купуса или чесницу са запаљеном свећом и чашом вина) и Германа позивао неким од назива: „Германе, Германе“, „Германе, облаче“, „Германе - ормане“, „Германе, врли празниче“, „Германе - Антоне“, „Германе“ итд. У неким местима у овом крају на вечеру су ритуално позивали Божју мајку као и неке животиње, најчешће мечку и змију. У лесковачком крају на вечеру су позивали облаке: „Облаци, дођите на вечеру да ве преко лето не видимо!“, звери и птице, а такође и Бога („Ајде, Боже, да вечерамо“). У околини Ђевђелије у Македонији позиван је Божић („Ел, дедо Божик, да вичерме!“)
На највећем делу словенске територије позивање се врши на Бадње вече, пред почетак вечере, и то у граничном појасу између унутрашњег, затвореног простора куће (=свој) и спољашњег – отвореног простора (=туђ), и то поред прозора, огњишта, врата, копије, на дрвљанику, гумну. За ту прилику позивар се премешта од трпезе у правцу отвореног простора. Најчешће позивање обавља домаћин куће или најстарији члан породице, ређе домаћица, понекад обред има дијалошки карактер и њега извршавају домаћин и домаћица или домаћин и деца и сл. На вечеру се позивају: Бог, Богородица, свеци: Герман (Срби и Бугари), Никола (Пољаци), Василије (Белоруси), сви свеци (Карпати, Украјина), анђели (Пољаци); демонска бића: вештица, домовој, ђаво; душе Предака, Празници, Природне сшихије: мраз, град, ветар; животиње: вук, медвед, змије, птице, инсекти; болести. Приликом позивања нуди се обредна храна (код Источних Словена кољиво, код Јужних - зељаник, кравај), вино, пали се свећа итд.
Најбитнији елеменат у ритуалном позивању јесте његово везивање за божићна време, тј. онај део године када је предвиђен контакт људи c оносграним светом. Такође, ово време има сакралну снагу Почетка, јер у митском погледу понавља првостварање света. На тај начин, све оно што се тада успостави између људи и оносграних бића има карактер непроменљивосги. Обред позивања на вечеру показује да је Џерман сматран за једно од таквих бића.

### Обред сахрањивања фигуре
Обред прављења и сахрањивања фигуре, познат под називом „Герман“ и другим, напред поменутим називима, био је намењен изазивању кише или (ређе), за њено заустављање. Исти назив имала је и фигура од глине или блата, у неким крајевима од метле или крпа, која је за ту прилику на ритуалан начин прављена и сахрањивана. Овај обред посведочен је у северној Бугарској, Румунији и у неким местима у источној Србији. Појединачна сведочанства говоре да је обред био познат и западније, све до Шумадије (вероватно да су га тамо пренели досељеници из источних крајева Србије). Обављан је у времену од прве недеље Великог поста па до Св. Атанасија у месецу јулу. У неким местима био је везан за одређене празнике (нпр. за Св. Јеремију) а у неким само за временске прилике. По правилу, у њему су учествовале само жене (најчешће девојке).
Фигура „Германа“ прављена је у једној од девојачких кућа у људском обличју, величине до пола метра. Од делова тела на фигури су истицани детаљи главе и велики фалус. Очи су чинила два зрна црвеног кукуруза или два угљена, обрве два црно обојена прутића, док су уста изрезивана ножем. Капа му је била од љуспе црвено обојеног ускршњег јајета. У тетевенском крају фигура је прављена од крпа, у плевенском од украдене метле. Ако је Еерман прављен „за сушу" метла (растиње) је прибављана на Ивањдан. У михајловградском крају у Бугарској Џерману су очи прављене од два бела бобова зрна, нос од суве црвене паприке, обрве од два црвена вунена кончића. У неким селима од црвеног конца су му прављена и уста, од љуспа црног лука - зуби, од црвене вунене тканине - појас. Капа му је била од парчета црне овчије коже, а у руци му је стављен прутић који је представљао штап. Фигура Германа прављена је и од гране врбе која се рачва на три прутића - два
спољна представљала су ноге, а средњи фалус. На другој страни гране стављан је попречно прутић који је служио као основа за прављење главе од разнобојног конца. Грану су увијали у бело памучно платно, које је представљало кошуљу, а преко тога се стављало још једно платно - плаво или с плаво-белим туфнама. Обред у коме није прављена фигура, већ је за ту прилику хватана и убијана жаба, коју су потом облачили у женску одећу (чарапе, блуза, сукња, марама). У орјаховском крају живу жабу, с отвореним устима, сахрањивали су заједно с фигуром Германа.
Фигура Германа полагана је у ковчег, који је за ту прилику направљен, покривена белим платном и кићена цвећем. После тога су га оплакивали, најчешће понављајући: „Умри, мамин Германе, умри от
суша за киша“, или „Умрил Герман от киша за суша“. Раније су покушавали да придобију месног свештеника да обави опело, као да је у питању прави покојник. Ковчег с фигуром по правилима посмртног спровода ношен је до обале реке или до неке друге воде, где је обављано сахрањивање и на том месту побадан крст. Ако није било никакве воде у селу, сахрањивање је вршено на раскрсници. Процесија испраћаја „покојника“ имала је карневалско обележје. Једна девојка је на пародијски начин играла улогу свештеника. У русенском крају имала је глинени ћуп на глави место капе и идући с кандилом на челу спровода узвикивала: „Алилуја, алилуја, држ попа за...“, док су момци са стране добацивали псовке и изразе с еротским набојем. У плевенском крају, пошто је месни поп био хром, представљала га је хрома девојка, која је за ту прилику носила и штап да би сличност с правим попом била већа а тиме и пародијска компонента била више истакнута. После обављене сахране учеснице обреда приређивале су даћу (подушје) „покојнику“, чије је обележје био смех и игра. У неким местима поред Дунава фигура Германа није сахрањивана већ су је бацали у реку. У неким местима после сахране гроб је преливан водом, или је фигура после одређеног времена ископавана и бацана у реку. Такође је био обичај да се водом поливају учесници и посматрачи овог обреда.

### Магијска пракса
У простору где се Герман позива на вечеру на Бадње вече, у случају појаве градоносних облака у току лета, упућивана су му заклињања да се врати или да облаке пренесе у друго место: „Врни се,
врни се, облаче Германе, / и иди дека е пуста гора, / дека се диви зверове, / дека човек не оди, / дека петел не nee, / дека игне не блее...“, „Врни се облаче, Кузмане, врни се Германе: / гулем празник e y нас и нема место за тебе. / Иди у пуста гора, дека петел не nee, / дека иагне
не блее...";'“ „Пренеси га, Германе!";' „натраг, натраг, Германово облаче, / ово неје твоје место! / Твоје место у пусту гору Галелеју; / куде слцне не греје...";'3 / „Дур, Германе, овде твоје место не! / У планину пусгелију, Германе,...".“ / У неким наведеним примерима Герман и облак схватају се као синоними, а у некима су облаци средство којима он управља. Од значаја је податак да се као предводник градоносних облака y овим крајевима сматра орао.
Магијска пракса одбране од градоносних облака у другим, југо-западним српским крајевима, показује да су њихови предводници хтонско биће ала, „нечисти“ Покојници (обешењаци, утопљеници, самоубице), људи с демонским особинама (слуха, здухаћ, штрига. грабанцијаш) као и неки свеци (св. Сава, св. Јован, св. Елена, Кузман и Дамјан, Бела Субота итд). Узроци појаве града осим прекршаја у празновању одређених дана у години, су: отимање летине (ала или људи с демонским особинама односе летину у свој крај) или је изазов дошао нарушавањем релације живот-смрт (уморство и закопавање копилчета, ископавање покојника из гроба итд.).